# AdBlue

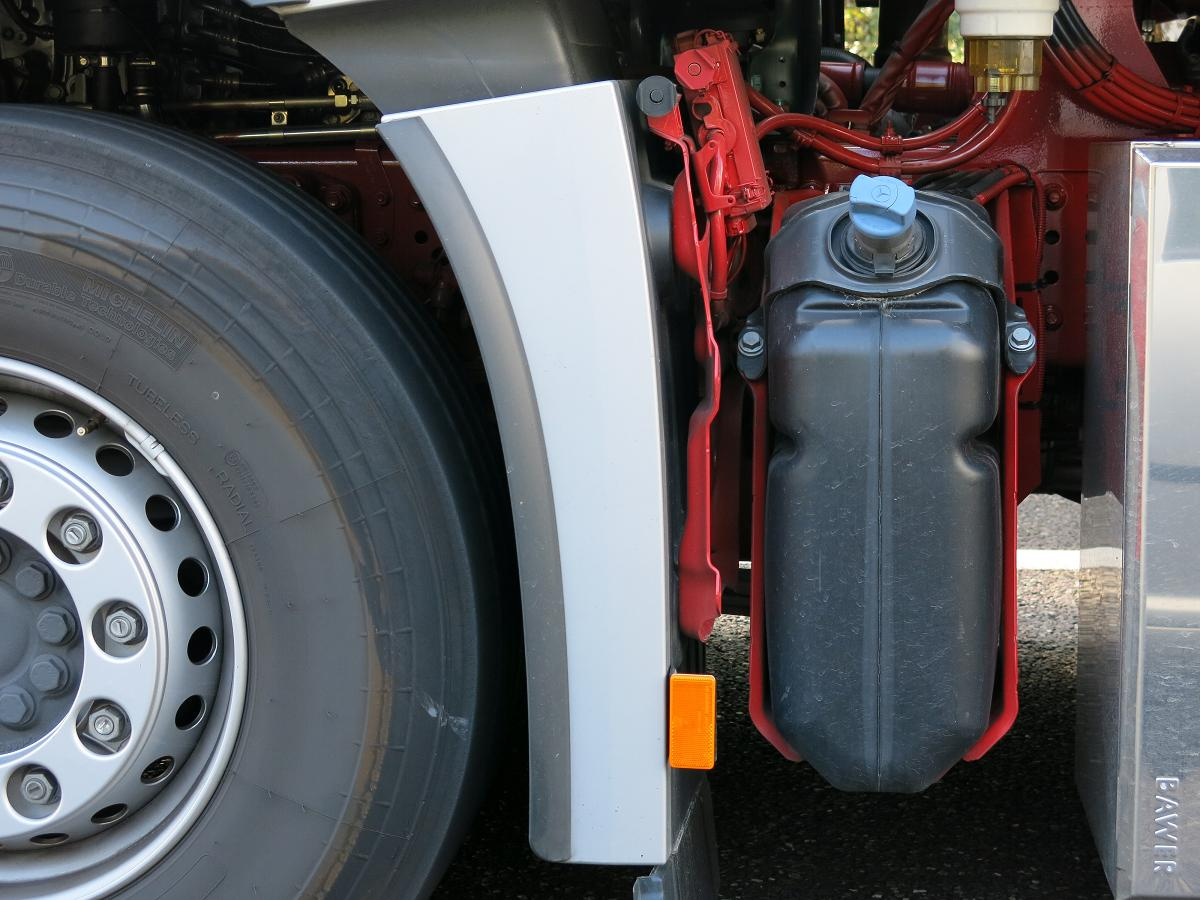
Tanica AdBlue di un autocarro

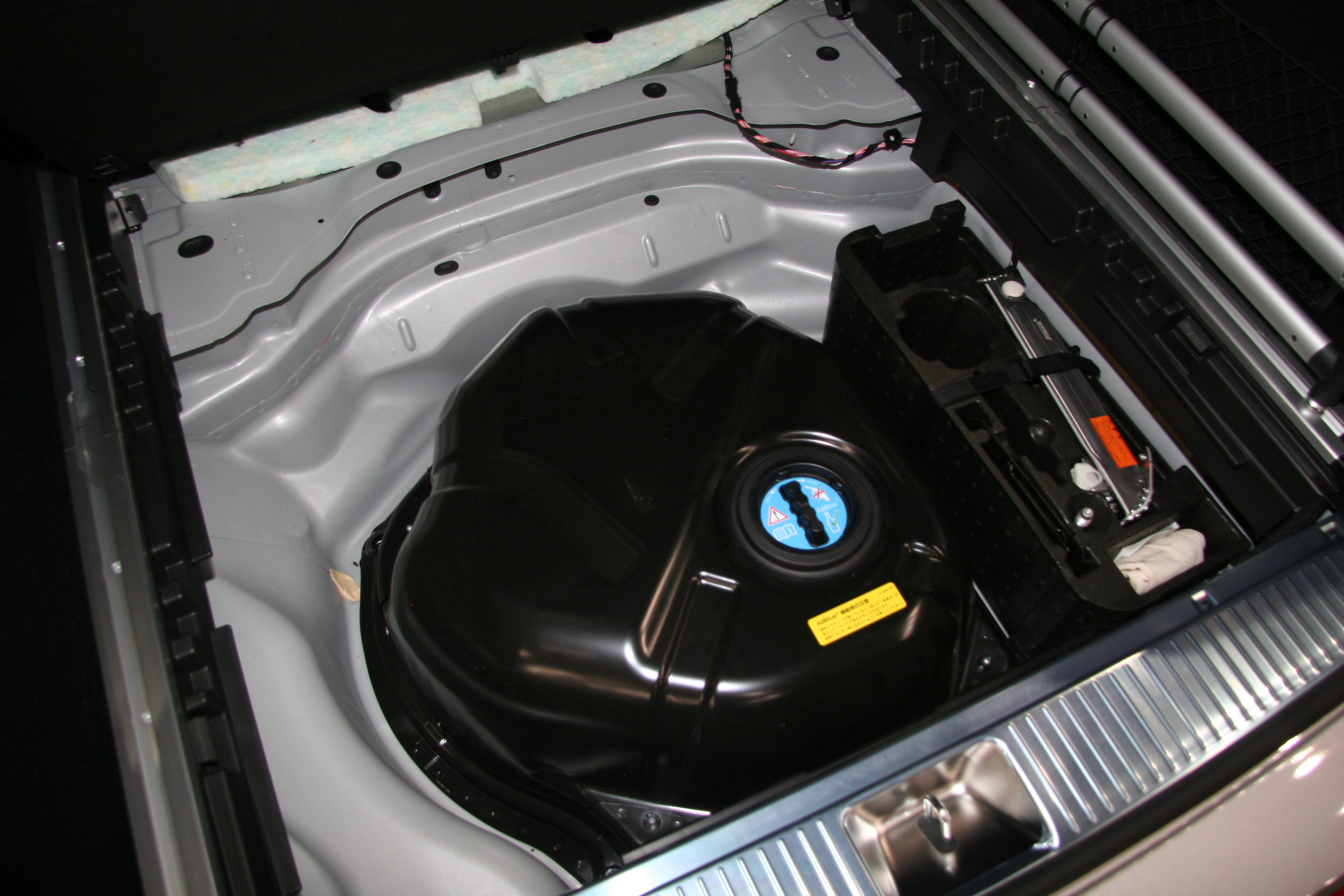
Serbatoio AdBlue di un'automobile

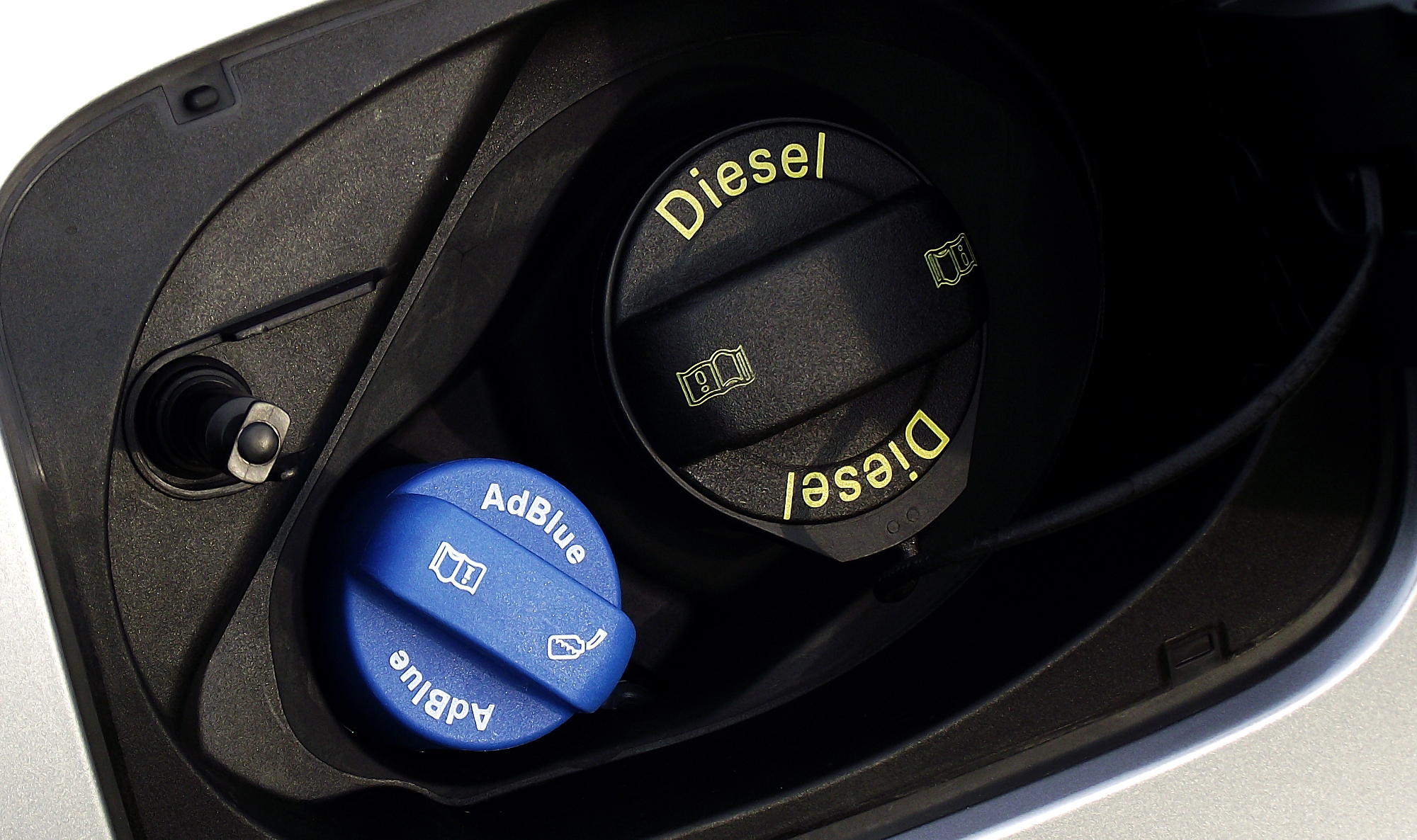
Bocchettone di ricarica AdBlue

AdBlue è il marchio registrato da parte del Verband der Automobilindustrie per l'AUS32 (Aqueous Urea Solution 32.5%, "soluzione acquosa di urea 32,5%"), un liquido utilizzato nella riduzione selettiva catalitica (SCR) per ridurre le emissioni degli ossidi di azoto dai gas di scarico prodotti dai veicoli dotati di motore diesel fino al 90%. Anche i veicoli ferroviari a diesel possono essere equipaggiati con sistemi AdBlue, come lo Stadler Regio-Shuttle RS1.
Si tratta di una soluzione al 32,5% di urea di alta qualità, detta "tecnica", in acqua demineralizzata (con bassi contenuti di calcio, metalli, biureto, etc.). La soluzione non è tossica, non è infiammabile e non è pericolosa da manipolare, tuttavia può essere corrosiva per alcuni metalli e deve essere stoccata e trasportata utilizzando materiali appropriati.
Il marchio AdBlue è detenuto dal Verband der Automobilindustrie, l'associazione tedesca dei costruttori di veicoli, che garantisce che gli standard qualitativi siano mantenuti in conformità con la specifica ISO 22241. Perché una soluzione possa chiamarsi "AdBlue" deve contenere una concentrazione specifica di urea tecnica e soprattutto rispettare dei rigidi parametri qualitativi che regolano i contenuti di metalli, calcio, biureto e altre componenti che se presenti nell'AdBlue comporterebbero danni irreparabili per i catalizzatori.
Il consumo del sistema AdBlue è dell'ordine del 5% sul carburante gasolio, o 1,5 litri per 1000 km.

## L'urea tecnica
Non tutta l'urea in commercio può essere utilizzata per produrre AdBlue, ma esclusivamente quella con determinate specifiche chimiche, la cosiddetta "urea tecnica", che rappresenta però una parte molto piccola della produzione mondiale di urea in quanto la gran parte dell'urea prodotta al mondo è usata come fertilizzante.
L'utilizzo di un'urea con caratteristiche non corrette potrebbe portare a una soluzione fuori specifica e danneggiare irrimediabilmente il catalizzatore dei mezzi pesanti.

### Produzione
L'urea in granuli, utilizzata principalmente come fertilizzante, non può essere usata, a causa delle impurità, per la produzione di AdBlue. Nonostante ciò a livello teorico, in quanto la pratica a seguire è illegale, si può preparare una soluzione di urea di grado abbastanza elevato tale da poter andare a sostituire l'AdBlue, basta infatti purificare tramite un processo di ricristallizzazione l'urea agricola, per poi dissolverla in acqua distillata/demineralizzata nelle giuste proporzioni, ossia 32,5g di urea in 67,5ml di acqua.
L'AdBlue può essere prodotta con due metodi:
- Produzione di sintesi, direttamente dal processo di produzione dell'ammoniaca/urea: la più pura, infatti questo metodo garantisce un prodotto che rispetta le specifiche e azzera il rischio di contaminazione.
- Produzione per dissoluzione di urea in acqua demineralizzata: è quello che comporta il maggiore rischio di ottenere un prodotto fuori specifiche o con la presenza di impurità.[7]

Il vantaggio della produzione di sintesi sta nel fatto che l'urea pura viene trasformata direttamente in AdBlue durante il processo di produzione, rimanendo sempre allo stato liquido e senza aggiunta di sostanze o possibilità di contaminazione. Invece nella produzione per dissoluzione l'urea utilizzata è quella che normalmente viene solidificata; si tratta quindi di urea a cui vengono aggiunte sostanze per facilitarne la conservazione e la manipolazione dette "anti-impaccanti", che successivamente viene dissolta in acqua: gli additivi utilizzati nella fase di solidificazione o le sostanze usate per la conservazione possono portare il prodotto fuori dagli standard richiesti.
Per la produzione di un litro di AdBlue si impiega 1 kg di metano.
Il prezzo dell'AdBlue segue quello dell'urea: a fine 2015 era circa 220 €/t, ovvero circa 8 eurocent al litro.
AdBlue in Germania viene fabbricato da BASF e Stickstoffwerke Piesteritz; in nord Europa vi è la AMI e la Yara.

### Trasporto e manipolazione
Oltre che sul fronte della produzione la qualità dell'AdBlue deve essere garantita evitando contaminazioni anche durante il trasporto e la manipolazione.
Particolare attenzione va dedicata a tutta la catena di distribuzione per evitare la contaminazione da eventuali impurità, sia attraverso l'utilizzo di mezzi e apparecchiature dedicate esclusivamente a questo prodotto, sia evitandone il contatto con materiali non idonei.
La soluzione più sicura da questo punto di vista è di usare sempre mezzi dedicati soltanto all'AdBlue e costruiti in materiali totalmente compatibili.
Distributori europei sono Aral, Raiffeisen-Tankstellen, Westfalen AG, Total, Agip, Tank & Rast, Royal Dutch Shell, Avia International, CLASSIC Tankstellen GmbH & Co. KG, Hoyer KG. Nell'ottobre 2015 vi sono 6.566 stazioni di distribuzione con 10.769 colonnine in Europa.

### Conservazione dell'AdBlue
L'aspetto chiave da considerare per valutare la data di scadenza dell'AdBlue è la temperatura di conservazione che deve variare tra un minimo di -10° e un massimo di 30°C.
Il prodotto deve anche essere conservato al riparo dalla luce solare e deve entrare in contatto solo con materiali idonei.
L'AdBlue conservato a circa 30°C in media ha una vita minima di 12 mesi e solo in caso di conservazione a temperature stabilmente superiori ai 30°C la vita media si riduce (6 mesi a 35°C secondo le linee guida CEFIC).
Il congelamento dell'AdBlue avviene abbastanza raramente in quanto è necessaria una temperatura di -11°C. In ogni caso, lo stato di congelamento anche ripetuto nel tempo, non provoca alcun effetto negativo sulle caratteristiche e qualità del prodotto.

## Proprietà fisico-chimiche

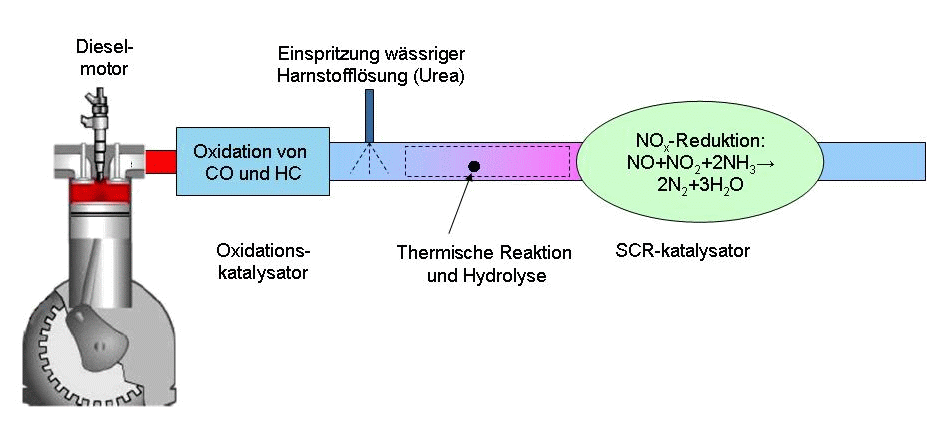
Impianto di un motore Diesel con catalizzatore e impianto urea

### Termolisi e proprietà
Termolisi dell'urea:
{\displaystyle \mathrm {(NH_{2})_{2}CO\longrightarrow NH_{3}+HNCO} }
successiva idrolisi:
{\displaystyle \mathrm {HNCO+H_{2}O\longrightarrow NH_{3}+CO_{2}} }
riduzione selettiva catalitica (Standard-SCR, temperatura oltre 250 gradi):
{\displaystyle \mathrm {4NO+4NH_{3}+O_{2}\longrightarrow 4N_{2}+6H_{2}O} }
SCR veloce (temperatura tra i 170 e i 300 gradi)

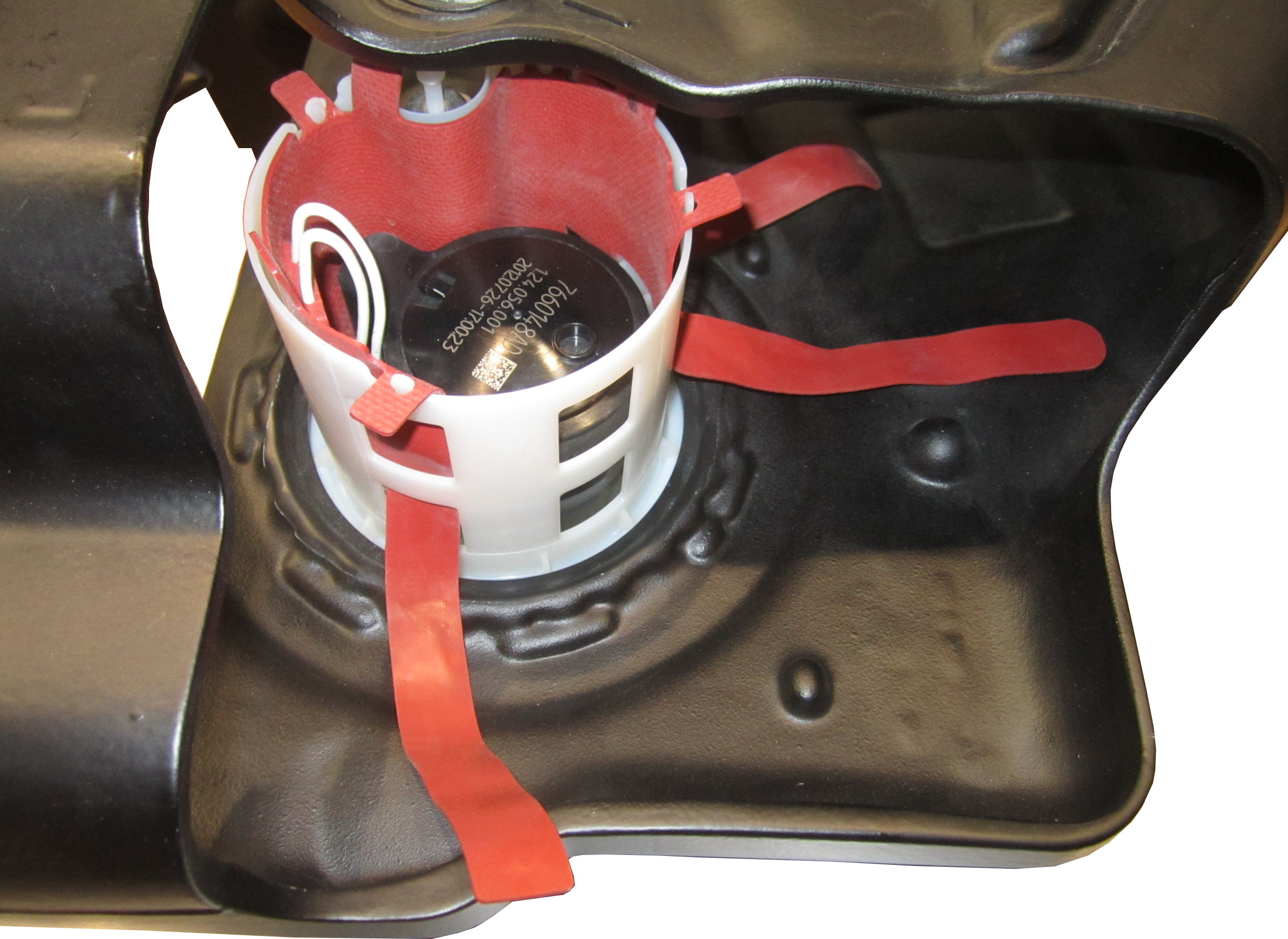
Pompa su un serbatoio Adblue

{\displaystyle \mathrm {NO+NO_{2}+2NH_{3}\longrightarrow 2N_{2}+3H_{2}O} }
| Caratteristica        | ! Valore      | ! Unità |
| --------------------- | ------------- | ------- |
| Urea                  | 31,8–33,2     | Gew.-%  |
| Cristallizzazione     | −11,5         | °C      |
| Indice di rifrazione  | 1,3817–1,3843 | –       |
| Conducibilità termica | 0,57          | W/(m·K) |
| Calore specifico      | 3,51          | J/(g·K) |
| Entalpia              | 270           | J/g     |
| Densità a 20 °C       | 1,087–1,093   | g/cm³   |
| Viscosità             | 1,4           | mPa·s   |

## Uso e diffusione geografica
L'AdBlue è utilizzato dai veicoli dotati di sistema SCR, è trasportato in specifici serbatoi e viene immesso nel sistema catalitico in ragione del 3-5% del gasolio consumato. Questo basso dosaggio garantisce un funzionamento duraturo, minimizzando comunque lo spazio impegnato sul veicolo.
Attualmente il sistema SCR è utilizzato in Europa, Giappone, Australia, Hong Kong, Taiwan, Corea, Nuova Zelanda e Singapore. La normativa emessa nel 2010 dalla US EPA United States Environmental Protection Agency, limiterà i livelli di NOx emessi dai veicoli diesel circolanti negli Stati Uniti. AUS32 nel Nord America verrà identificato come DEF (Diesel Exhaust Fluid) mentre in Brasile si chiamerà Arla 32.
L'adozione della tecnologia SCR in Europa ha reso necessaria la creazione di un'infrastruttura di distribuzione. Oggi l'AdBlue è disponibile in migliaia di stazioni di rifornimento; esistono sistemi di localizzazione (ripetutamente aggiornati) i quali mostrano tutti i punti di vendita al dettaglio.
L'AdBlue viene anche venduto in taniche da 10 L o fusti da 210 L, in contenitori IBC da 1000 L oppure sfuso tramite autocisterna.
Tutti i costruttori di camion offrono attualmente modelli dotati di sistemi SCR e l'uso di AdBlue sta cominciando a diffondersi anche su alcune auto. L'introduzione della normativa Euro 6 ha determinato un ulteriore consolidamento di questa tecnologia.

### Normativa Euro 6
Il Parlamento Europeo il 16 dicembre 2008 ha votato la nuova normativa Euro 6 per i mezzi pesanti. I nuovi limiti delle emissioni sono entrati in vigore nel 2014. Inizialmente era stato fissato per il 31 dicembre 2013 il termine a partire dal quale non sarebbe stato più possibile immatricolare veicoli nuovi con valori di emissione superiori a quanto stabilito dagli Standard Euro VI (i nuovi limiti comportano una riduzione per le emissioni NOx dell'80% di e una riduzione del 66% nel limite di emissione di PM rispetto alle emissioni Euro V). Questa scadenza è stata poi prorogata al 1º settembre 2015, a partire da questa data tutti gli autoveicoli per uso privato di nuova immatricolazione devono essere compatibili con le specifiche di Euro VI. Per i veicoli commerciali la scadenza è invece stata prorogata di un anno.

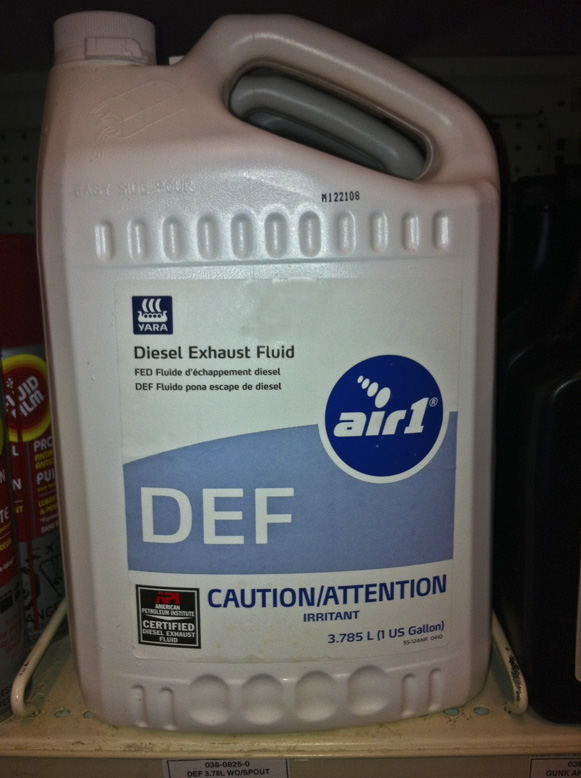
Diesel exhaust fluid (DEF) per il mercato nord americano

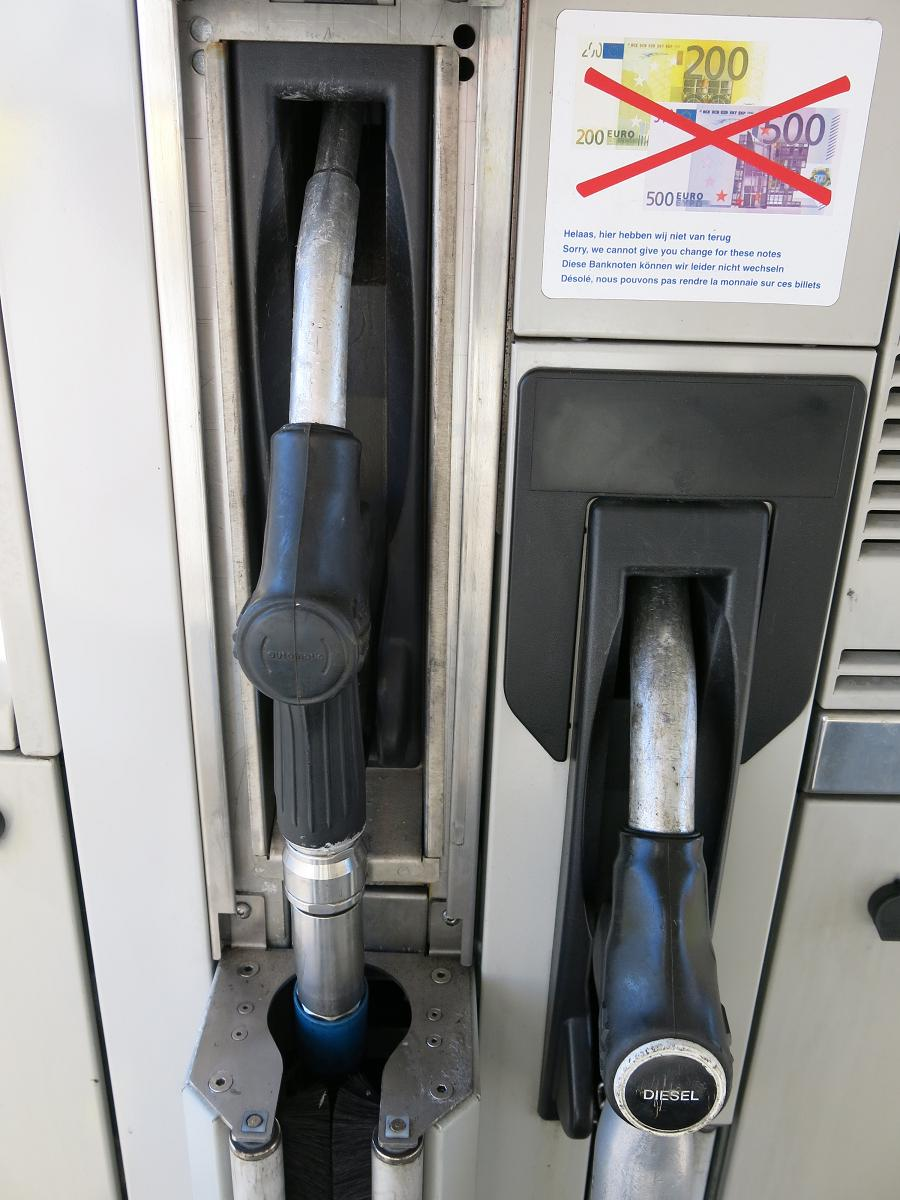
Colonnina di rifornimento (sinistra AdBlue; destra Diesel)

## Automobili con AdBlue

### Indicatore
Sul quadro comandi è presente una spia o un indicatore graduato utili per informare quando l'additivo è in corso di esaurimento oppure la percentuale di volume disponibile nel serbatoio.
Se si rimane a secco di AdBlue la centralina in alcune auto blocca via software l'accensione del motore, al fine di impedire un rilevante danno ambientale.

### Aspetti finanziari
L'impianto aumenta notevolmente il costo del veicolo rispetto ad un motore benzina. Così, ad esempio, una Peugeot 208 con motore Diesel e SCR viene a costare 17.950 Euro contro la versione a benzina a 14.950 Euro; un costo aggiuntivo di 3.000 Euro.

## I rischi di un AdBlue fuori specifica
I sistemi SCR sono molto sensibili alla qualità dell'AdBlue utilizzato; è estremamente importante che l'AdBlue sia in specifica e non contaminato durante il trasporto, la manipolazione o la conservazione.
I danni che possono derivare da un AdBlue che contiene calcio o metalli fuori specifica non sono immediatamente visibili, ma si manifestano dopo un certo tempo e anche dopo molti chilometri. L'eccessiva presenza di calcio, con i relativi depositi di calcare, finirà per intasare gli iniettori e danneggiare il catalizzatore dopo alcune migliaia di chilometri.
In sintesi, i problemi che possono nascere da un AdBlue di bassa qualità sono di due tipi: invecchiamento e avvelenamento. L'invecchiamento avviene lentamente e blocca nel tempo il mezzo mentre l'avvelenamento è immediato e blocca subito il veicolo; entrambi comunque richiedono costosi interventi di sostituzione del catalizzatore e possono essere prevenuti usando solo AdBlue di qualità e senza contaminanti.

### Invecchiamento e avvelenamento del catalizzatore
L'avvelenamento è tipicamente dovuto alla presenza di metalli (es. zinco o rame) o sostanze inquinanti che rovinano immediatamente il catalizzatore e lo rendono inutilizzabile. Il risultato è la necessità immediata di sostituire il catalizzatore in modo da poter di nuovo permettere il funzionamento del sistema SCR.
L'invecchiamento è tipicamente dato dalla presenza di sostanze che fanno perdere efficienza al catalizzatore riducendone la superficie utile. Il catalizzatore è progettato per durare tutta la vita del veicolo, mentre se si usa un AdBlue con parametri fuori specifica durerà di meno e dovrà essere sostituito con ingenti costi.